# Christian Theodor Overbeck

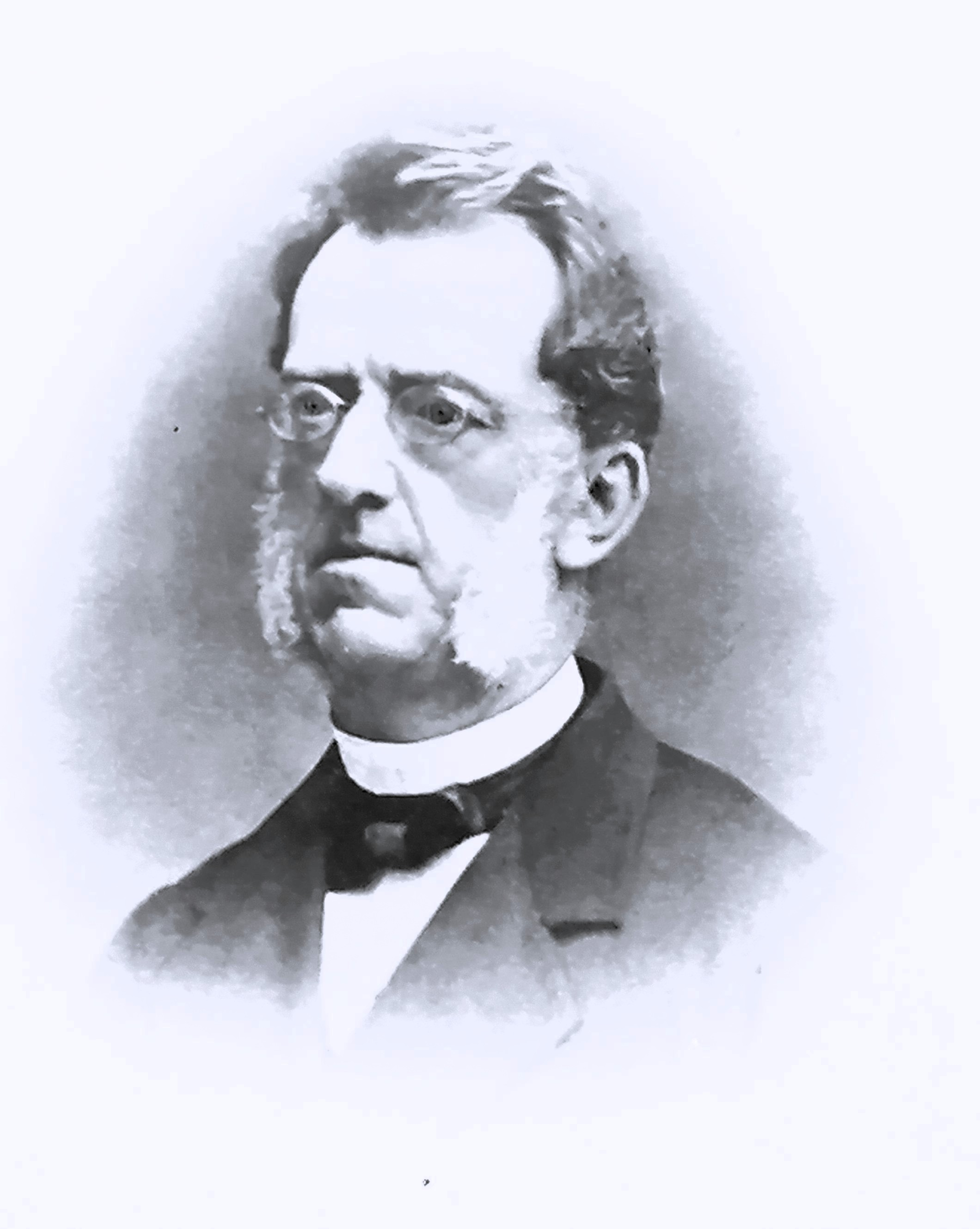
Senator Overbeck

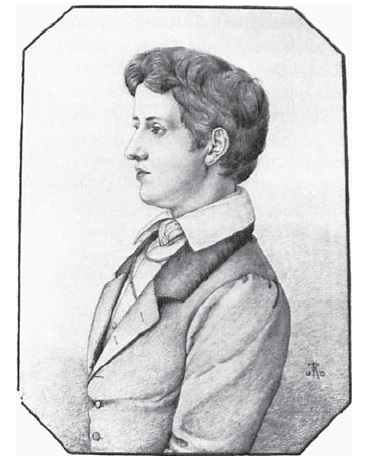
Theodor Rehbenitz: Porträt Christian Theodor Overbeck (1833)

Christian Theodor Overbeck (* 16. Mai 1818 in Lübeck; † 23. März 1880 ebenda) war Jurist und Senator der Hansestadt Lübeck.

## Leben
Overbeck war Sohn des Richters am Oberappellationsgericht der vier Freien Städte Christian Gerhard Overbeck. Er besuchte das Katharineum bis zum Abitur Ostern 1838 (zusammen mit Heinrich Theodor Behn). Nach dem Studium der Rechtswissenschaft und der Promotion zum Dr. jur. wurde Overbeck 1843 Rechtsanwalt und Notar in seiner Heimatstadt. 1850 wurde er zum Senatssekretär bestellt. 1870 wurde er zum Senator gewählt. Er wirkte 1873 bis 1880 als Präses der Kirchhofs- und Begräbniskommission, der Zentral-Armendeputation (1871–1876) und des Stadt- und Landamtes (1878–1880). Er vermachte den Museen der Stadt Lübeck den künstlerischen Nachlass der Maler und Zeichner Friedrich Overbeck und Theodor Rehbenitz, heute im Museum Behnhaus.
Er war verheiratet mit Charlotte Krüger, Tochter des Lübecker Senators Joachim Friedrich Krüger. Christian Theodor Overbeck war ein Enkel des Lübecker Bürgermeisters Christian Adolph Overbeck.